# Johann Bahr (Komponist)
Johann Bahr (* um 1610; † 3. Juni 1670 in Visby) war ein deutscher Komponist, Organist und Vertreter der Norddeutschen Orgelschule.

## Leben
Johann Bahr ging 1630 nach Visby, um seinen Bruder Eric Bahr, der 1620 seine Geburtsstadt Schleswig verlassen hatte, um Hilfe zum beruflichen Fortkommen zu ersuchen. Dabei nahm er die Visby-Tabulatur mit, eine Handschrift mit einer Sammlung von Orgelstücken, die der Organist Berendt Petri (auch „Berend Petri“ und „Bernd Petri“ geschrieben) 1610 oder 1611 als Schüler von Jakob Praetorius angefertigt hatte. Möglicherweise hatte Johann Bahr als Schüler von Petri zwischen 1625 und 1630 die Handschrift erhalten. 1633 übernahm Bahr für den erkrankten Organisten David Herlitz an St. Marien in Visby den Orgeldienst als Vertretung. So gelangte Petris Sammlung von Orgelstücken nach Visby und in das Stiftsarchiv des dortigen Domkapitels; heute ist sie nach ihrem Aufbewahrungsort, dem gotländischen Landesarchiv in Visby, benannt.
Als Herlitz starb, erhielt Johann Bahr 1638 das Amt des Organisten und Kirchenschreibers an St. Marien, das er bis zu seinem Tod 1670 ausübte.

## Werk
Von Bahr sind in der Visby-Tabulatur zwei dort eingetragene Orgelstücke und zwei Vokalstücke erhalten. In einer weiteren Musikalienhandschrift, dem Källunge-Kodex, benannt nach der Kirche von Källunge, finden sich zwei fragmentarische Vokalkonzerte.
- Magnificat octavi toni (3 Verse)
- O lux beata trinitas, Auff zweÿ Clavir (1655)
- So ziehet hin (Cantus 1, Cantus 2, Tenor, Bass, Basso continuo)
- Befiehle dem Herren deine Wege (Cantus vel Tenor, Basso continuo)

Fragmentarische Stücke:
- Adora me in die
- Die nobis Maria